# 349 km (obwód pskowski)
349 km (ros. 349 км) – przystanek kolejowy w pobliżu miejscowości Szełguny, w rejonie ostrowskim, w obwodzie pskowskim, w Rosji. Położony jest na linii dawnej Kolei Warszawsko-Petersburskiej.
Przystanek powstał po 2001